# 황찬희
황찬희(Hwang Chanhee, 1979년 12월 21일~)는 대한민국의 작곡가, 음악 프로듀서, 음악감독이다.

## 학력
- 서울예술대학교 (졸업)

## 음악 활동
2000년 데뷔곡 '김범수 - 그런 이유라는 걸'을 시작으로 '김종국 - 한 남자', '케이윌 - 그립고 그립고 그립다', '윤하 - 비밀번호 486', '박효신 - 친구라는 건', '김범수 - 슬픔활용법','레드벨벳 - 7월 7일', 태양의 후예OST '매드클라운,김나영 - 다시 너를', 보보경심려OST '이하이 - My Love', 도깨비OST '크러쉬 - Beautiful', '윤미래 - 사랑이 맞을거야', '린 - 통화연결음','김건모 - 허수아비' 등 한국음악저작권협회에 400곡 이상이 등록되어 있다.
멜론 음원사이트에 등록되어 있는 황찬희 작곡가의 DJ플레이리스트를 확인하면 좋을 것 같다.

https://www.melon.com/mymusic/dj/mymusicdjplaylistview_inform.htm?plylstSeq=436816136

### 작곡
| 연도 | 가수   | 곡제목           |
| ---- | ------ | ---------------- |
| 2000 | 김범수 | 그런 이유라는 걸 |
| -    | -      | -                |

### 음악감독
| 연도      | 방송                             | 주연                  |
| --------- | -------------------------------- | --------------------- |
| 2018      | KBS2 수목드라마 오늘의 탐정      | 박은빈, 최다니엘      |
| 2019      | CGNTV 드라마 고고송              | 윤은혜, 지일주        |
| 2019      | TV조선 드라마 조선생존기         | 강지환→서지석, 경수진 |
| 2020-21년 | JTBC 수목드라마 런온             | 임시완, 신세경        |
| 2022년    | tvN 수목드라마 살인자의 쇼핑목록 | 이광수, 김설현        |
| 2023년    | JTBC 토일드라마 신성한, 이혼     | 조승우, 한혜진        |
| 2025년    | TVING 드라마 춘화연애담          | 고아라, 장률, 강찬희  |

### 방송
| 연도   | 방송사 | 제목           |
| ------ | ------ | -------------- |
| 2011년 | MBC    | 나는 가수다 II |
| 2012년 | KBS2   | 불후의 명곡    |
| 2012년 | MBN    | 더 듀엣        |
| 2013년 | tvN    | 퍼펙트싱어VS   |